# Centaurea reflexa
Centaurea reflexa — вид квіткових рослин родини айстрових (Asteraceae). Ареал: Іран, Північний Кавказ, Грузія, Вірменія, Азербайджан, Туреччина.